# 永康镇 (定远县)
永康镇，是中华人民共和国安徽省滁州市定远县下辖的一个乡镇级行政单位。

## 行政区划
永康镇下辖以下地区：
康东村、康西村、河北村、大唐村、祝扬村、凌湖村、拂光村、康华村、古城村、友爱村、靠山村、黄圩村、山东陈村、胡吕村、东张村和姜兴村。